# 더 라스트 레터
"더 라스트 레터"(영어: The Last Letter from Your Lover)는 2021년 개봉한 로맨틱 드라마 영화이다. 조조 모예스의 동명 소설을 원작으로 한다. 오거스틴 프리젤 감독이 연출했고 펄리시티 존스, 셰일린 우들리, 캘럼 터너, 나반 리즈완, 조 앨윈이 출연한다.

## 줄거리
영화는 1960년대와 현대, 두 시대를 배경으로 두 여성의 이야기를 교차하여 보여준다. 1960년대, 부유한 사교계 명사인 제니퍼 스털링은 교통사고 후 기억 상실증을 겪는다. 자신의 과거를 알 수 없어 혼란스러워하던 중, 그녀는 "J"와 "Boot"라는 이름으로 주고받은 연애 편지를 발견하고 그 흔적을 따라가며 기억을 되찾으려 한다. 한편, 현대의 런던에서 기자 엘리 호워스는 헤어진 남자친구 때문에 힘들어한다. 우연히 편집장의 자료실에서 발견한 오래된 연애편지에 흥미를 느끼고, 편지 속 주인공들의 정체와 그들의 사랑 이야기를 파헤치기로 결심한다.
과거, 제니퍼와 그녀의 남편 로렌스는 프랑스 리비에라로 휴가를 떠난다. 그곳에서 로렌스를 인터뷰하러 온 특파원 앤서니 오헤어와 만나게 된다. 로렌스의 거만한 태도에 불만을 느끼던 제니퍼는 앤서니와 가까워지고, 그들은 "J"와 "B"라는 가명으로 편지를 주고받으며 사랑에 빠진다. 격정적인 감정 속에서 앤서니는 제니퍼에게 뉴욕으로 함께 떠날 것을 제안하지만, 제니퍼는 가족과 사회적 평판 때문에 망설인다. 앤서니가 떠나는 날 밤, 기차역으로 향하던 제니퍼는 교통사고를 당해 기억을 잃고, 앤서니는 제니퍼가 자신을 거절했다고 오해한다. 
시간이 흘러, 제니퍼는 숨겨진 연애편지들을 발견하고 남편의 거짓말을 알게 된다. 우연히 앤서니와 다시 만나 기억을 되찾지만, 딸 때문에 그와 함께 도망갈 수 없는 상황에 놓인다. 제니퍼는 딸을 위해서만 남편과 함께 살지만, 딸을 데리고 앤서니에게 가려고 한다. 그러나 앤서니는 이미 떠나고, 제니퍼는 그의 편집장에게 편지를 맡기며 혹시라도 그에게 연락이 오면 전달해달라고 부탁한다.
현대의 엘리는 로리라는 기록 보관 담당자와 함께 편지를 조사하며 가까워진다. 엘리는 제니퍼와 앤서니가 살아있다는 것을 알게 되고, 그들의 안타까운 사랑 이야기를 듣게 된다. 두 사람의 후회와 고통을 보며, 엘리는 로리와의 관계를 시작하기로 결심한다. 엘리는 앤서니에게 제니퍼에게 마지막 편지를 쓰도록 설득하고, 다시 한번 포스트맨 공원에서 만나도록 주선한다. 결국 엘리와 로리는 멀리서 두 연인이 재회하는 모습을 지켜본다.

## 출연
- 펄리시티 존스 - 엘리 하워스 역
- 셰일린 우들리/다이애나 켄트(노년) - 제니퍼 스털링 역
- 캘럼 터너/벤 크로스(노년) - 앤서니 오헤어 역
- 나반 리즈완 - 로리 역
- 조 앨윈 - 로런스 스털링 역
- 슈티 가트와
- 빌헬름 블롬그렌 - 롭 역
- 앤 오그보모 - 자넷 역